# Max Hinsche

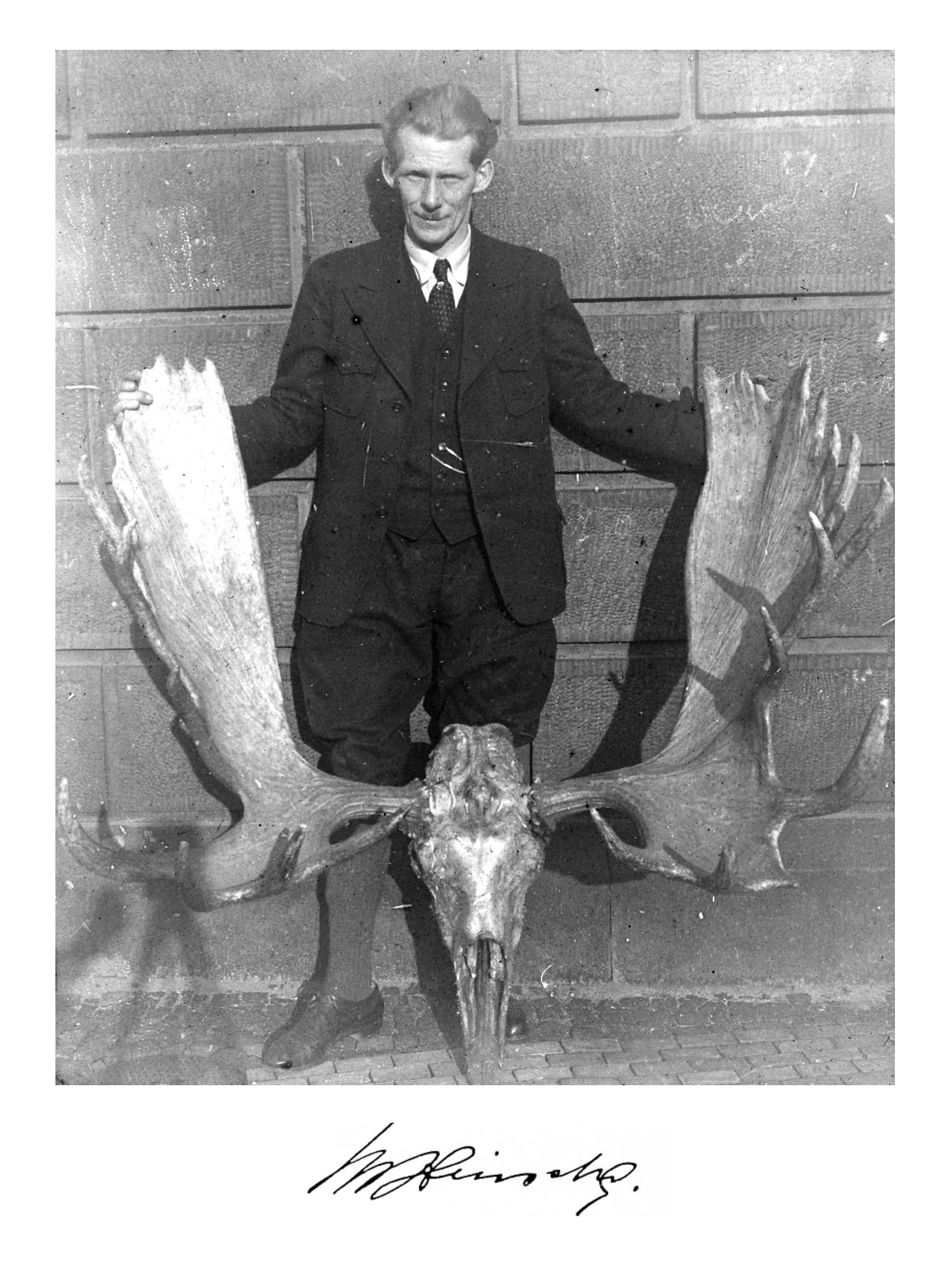
Max Hinsche mit der Trophäe des Riesenelches

Max Hinsche (* 2. Mai 1896 in Radeberg; † 23. November 1939 in Rottenmann, Steiermark) war ein deutscher Präparator, Dermoplastiker, Großwildjäger, Trapper, Naturwissenschaftler und Schriftsteller.
Im Auftrag der „Staatlichen Museen für Tierkunde und Völkerkunde Dresden“ begab er sich von 1926 bis 1935 auf eine 9-jährige Expedition in damals noch relativ unerforschte Gebiete Kanadas (Alberta und Yukon Territory), um seltene und bisher unbekannte Säugetiere und Vögel zu sammeln und zu präparieren. Seine wissenschaftlich fundierten Berichte und Erlebnisse beschrieb er in seinem 1938 erstmals erschienenen Buch Buch „Kanada wirklich erlebt“.

## Leben
Hinsche war der Sohn des Stellmachers Wilhelm Hinsche (* 1872 Zörbig; † 1946 Radeberg) und dessen Ehefrau Agnes geb. Leuschner (* 1874 Steinölsa; † 1909 Radeberg). Er hatte noch drei weitere Geschwister. Nach dem frühen Tod der Mutter ging der Vater eine zweite Ehe mit Ernestine Pauline Roitsch, geb. Neugebauer (* 1876 Strehlen; † 1965 Radeberg) ein, die noch zwei Kinder mit in die 2. Ehe brachte.

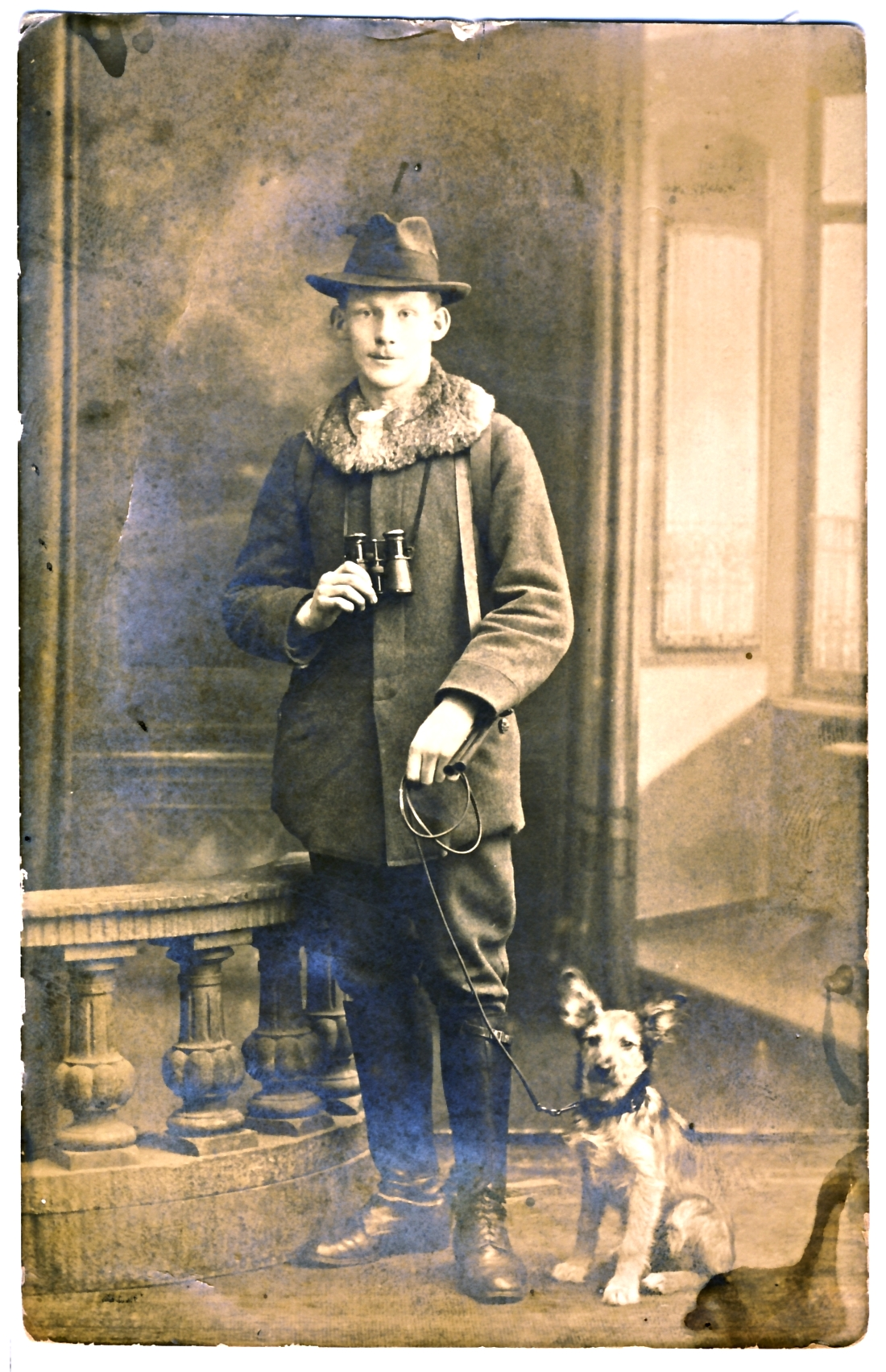
Max Hinsche 1914

Von 1902 bis 1910 besuchte Max Hinsche die Knabenschule Radeberg (heutige Pestalozzischule Radeberg Oberschule). Schon frühzeitig fiel seine Begabung für naturwissenschaftliche Fächer auf, und er beschäftigte sich schon als Kind intensiv mit dem Sammeln von Kleinlebewesen, Vögeln und deren Eiern, einer damals beliebten Freizeitbeschäftigung. Spielerisch erlernte er dabei das Handwerk des Präparierens. Frühzeitig geprägt durch die Berichte über den Goldrausch in Kanada und Alaska, träumte er davon, selbst einmal dieses Land zu bereisen. Sein größter Wunsch war es, nach der Schulzeit den Beruf eines Försters und Jägers zu erlernen, aber die Eltern konnten diese Ausbildung nicht finanzieren, er musste in Radeberg die Lehre als Tafelglasmacher absolvieren und wurde mit 18 Jahren Glasmachermeister.
1915 wurde er zum Kriegsdienst im Ersten Weltkrieg eingezogen, kam als Grenadier zum „Königlich Sächsischen 16. Infanterie Regiment Nr.182“, den sogenannten „Freibergern“, und erlebte an der Westfront mehrere Gefechte und Schlachten, die sein weiteres Weltbild prägten. Im August 1916 wurde er in der Schlacht an der Somme verletzt und in die Heimat entlassen. Nach seiner Genesung ging er in seinen erlernten Beruf zurück. Im Mai 1919 heiratete er Emma Frieda geb. Horst (* 1896; † 1979) aus Bautzen. Im Dezember 1919 wurde Tochter Lieselotte († 1939) und 1936 die zweite Tochter Annegret geboren.
Im Laufe seiner 9-jährigen Kanada-Expedition entwickelte sich infolge einseitiger und zeitweise auch Mangel-Ernährung ein Magenleiden, die extremen grenzwertigen physischen Belastungen zehrten dauerhaft an seinen Kräften. Diese gesundheitlichen Probleme führten im November 1939, während eines Jagdaufenthaltes in der Steiermark, zu einem Magendurchbruch, jegliche Hilfe kam zu spät. Im Krankenhaus Rottenmann/Steiermark verstarb Max Hinsche am 23. November 1939.

## Wirken

### Frühe naturwissenschaftliche Arbeit

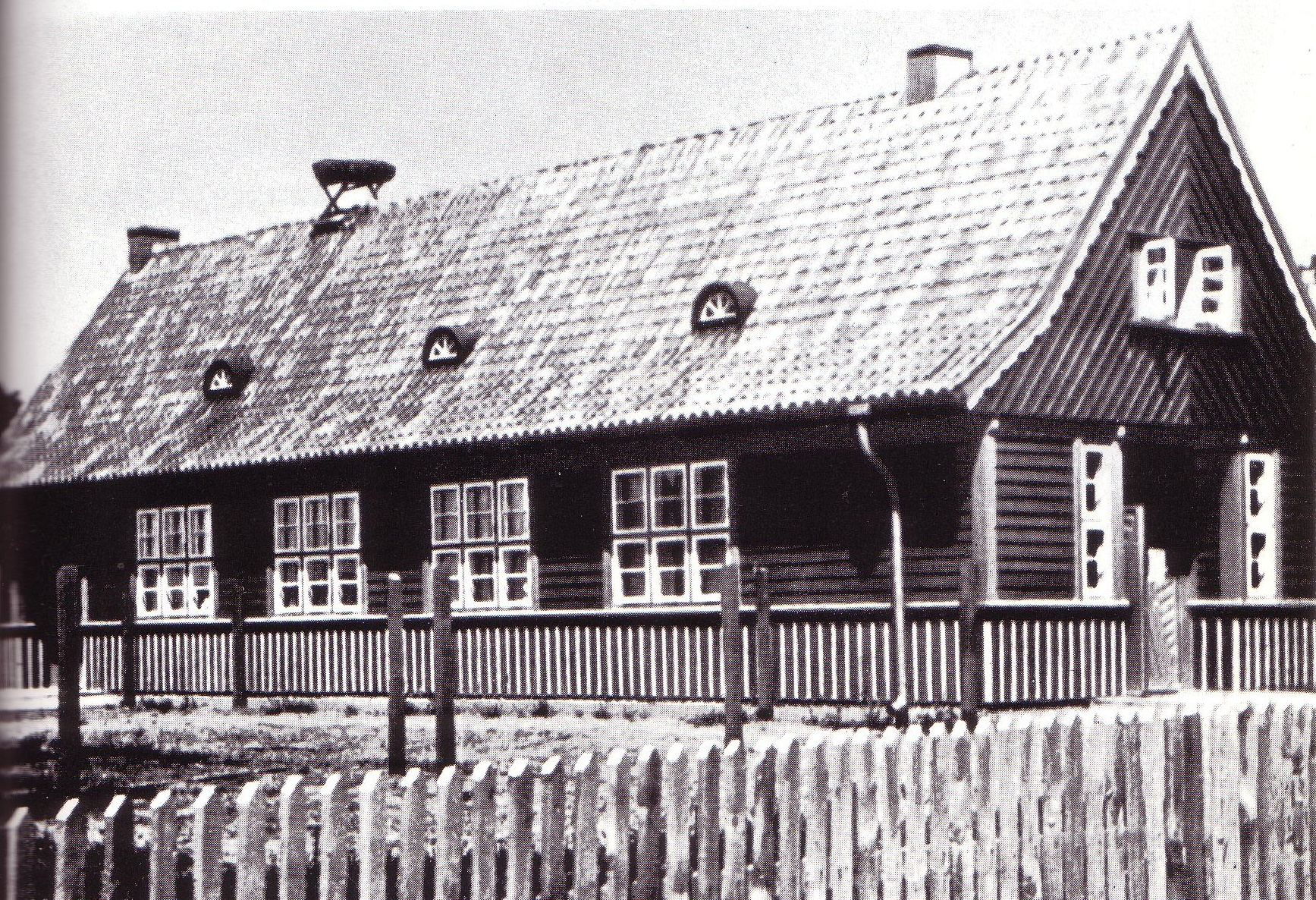
Vogelwarte Rossitten um 1920

Als Freizeitbeschäftigung und Nebenerwerb betrieb er die Tätigkeit als Präparator und hatte nach dem Ersten Weltkrieg erste Kontakte mit dem Staatlichen Museum für Tierkunde Dresden.
Hier lernte er den bekannten Ornithologen Paul Bernhardt (* 5. Febr. 1886 Mittweida; † 29. Mai 1952 Moritzburg) kennen, mit dem Max Hinsche sein Leben lang in wissenschaftlichem Kontakt blieb. Gemeinsam stellten sie sich in den Dienst des Naturschutzes und der Vogelzug-Forschung und beringten im Großraum Radeberg (mit der Kernzone des Hüttertales), auf der Vogelwarte Helgoland und der Vogelwarte Rossitten/Ostpreußen Hunderte von Brut- und Rast- bzw. Gastvogelbeständen.
Im Jahr 1920 produzierten Hinsche und Bernhardt im Auftrag der Dresdner Film-Firma A. Linke und des Landesvereines Sächsischer Heimatschutz den Raubvogel-Film „Gefiederte Räuber“ in der Region um Radeberg, speziell im Radeberger Hüttertal. Ein weiterer gemeinsamer Film sollte im Vogelgebiet der nördlichen Dobrudscha, im Donaudelta, entstehen, wurde jedoch durch Hinsche nicht mehr realisiert, da er sich zu dieser Zeit schon in der Vorbereitung seiner Kanada-Expedition befand. Das Staatliche Museum für Tierkunde Dresden hatte bei den Regierungsstellen Kanadas die Genehmigungen für Max Hinsches Expedition und für seine Mission, das Sammeln von Säugetieren und Vögeln, eingeholt.

### Expedition nach Kanada

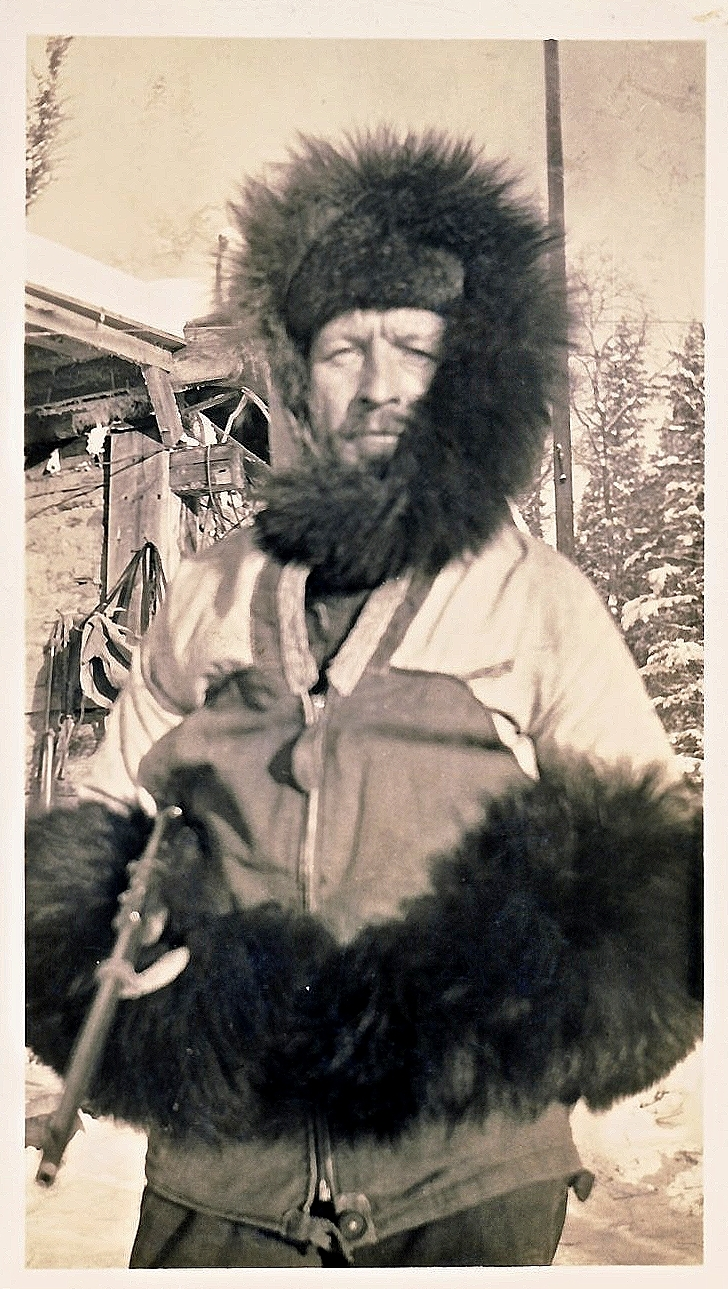
Georg Naumann, Hinsches Partner

Am 26. Mai 1926 trat er, gemeinsam mit seinem Partner Georg Naumann (* 10. Nov. 1901 Radeberg; † 6. Juni 1978 Athabasca / Upper Wells), die Reise auf der „RMS Empress of France“ von Hamburg nach Quebec an, beide fast mittellos. Bis September 1926 arbeiteten sie auf einer Farm in Headingly bei Winnipeg/Manitoba, um sich das erforderliche Geld für die Ausrüstung zum Überleben in den Urwäldern Kanadas zu verdienen und die Weiterreise in den Norden der kanadischen Provinz Alberta, nach Athabasca, antreten zu können.

#### Athabasca/Alberta

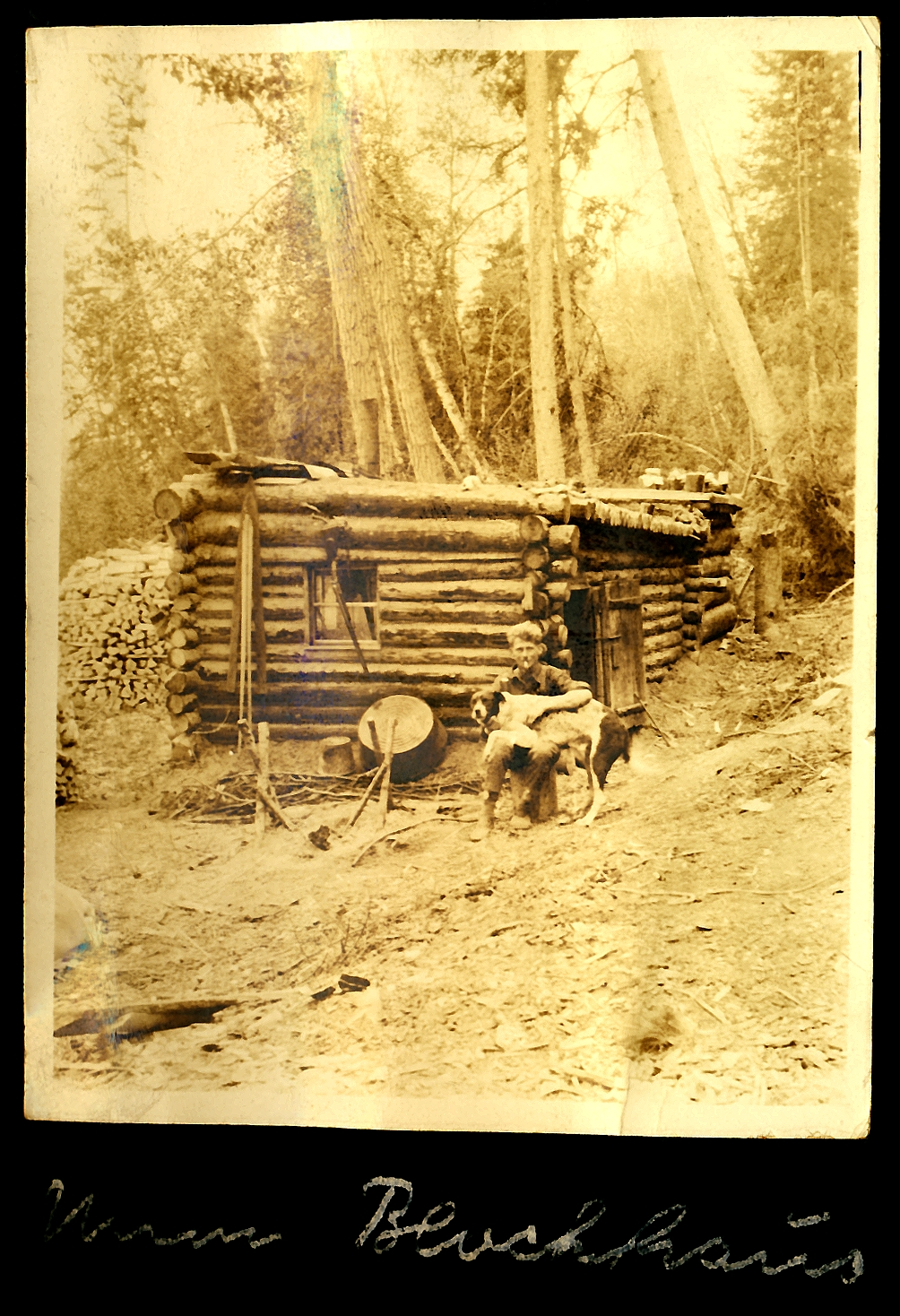
Das erste Blockhaus am Athabasca River

Anfang Oktober 1926 wagten sie den Schritt in die Wildnis und fuhren ca. 220 km flussabwärts auf dem Athabasca River weiter nach Norden, durch die Pelican-Stromschnellen, in das Gebiet Pelican Portage. Gemeinsam bauten sie sich ihre erste Blockhütte und führten ein Leben als Trapper. Beide lebten vom Verkauf der Felle, trennten sich jedoch aus wirtschaftlichen Gründen nach einem Jahr. Gleichzeitig sammelte und erlegte Max Hinsche gezielt Großwild, wie Elche, Bären, Hirsche, Luchse, Wölfe, Füchse und zu dieser Zeit noch unbekannte Kleinsäugetiere und Vögel, die er für das Tierkundemuseum Dresden als Präparate aufbereitete. Im Januar 1931 reiste er zu einem Kurzurlaub nach Deutschland zurück und erhielt für das Präparat eines Riesenelches (Alces alces andersoni) auf der Deutschen Jagdausstellung in Berlin im Rahmen der Grünen Woche eine Goldmedaille. Im Juni 1931 wieder nach Kanada zurückgekehrt, lebte er bis zum Frühjahr 1934 unter extremsten Bedingungen weiterhin allein als Trapper, Großwildjäger und Sammler am Athabasca River. Begegnungen mit den Ur-Einwohnern des heutigen Kanada, den Nachkommen des Indianervolkes der Cree (insbesondere der Plains Cree), sind von einer tiefen Menschlichkeit und Hilfsbereitschaft gekennzeichnet.

#### Yukon Territory
Ende März 1934 brach er nach Nordwesten in das Yukon Territory auf, um sich den lange geplanten Traum zu erfüllen: in diesem riesigen, noch unerforschten Territorium, wo die Berge zum Teil noch ohne Namen waren und sind und die Landkarten voller weißer Flecken, seltene Großwildarten zu jagen und zu sammeln. Hier war er nachweisbar der erste „weiße Jäger“. Er erlegte in der Nähe des Terminus des Kaskawulsh-Gletschers, am Zusammenfluss des Kaskawulsh River mit dem Alsek River, den bisher einzigen Alaska-Riesenbraunbären (Kodiakbär, Ursus arctos middendorffi), der je in dieser Gegend gesehen wurde – was bis heute eine Sensation darstellt. Diese Bären kommen auf dem Festland sehr selten vor. Der von Max Hinsche erlegte Bär hatte aufgerichtet eine Höhe von 3 Metern und ein Gewicht von 10 Zentnern. Sein präpariertes Fell wurde erst im März 2014 in den heutigen Senckenberg Naturhistorischen Sammlungen Dresden, Museum für Tierkunde, wiederentdeckt und identifiziert, da man zwischenzeitlich annahm, dass es mit zu den Kriegsverlusten zählte.
In der Bergwelt und den Hochgebirgs-Eisfeldern des Yukon Territory erlegte er auch seltene Bergschafe, unter anderem Dall-Schafe (Ovis dalli), und Schneeziegen (Oreamnos americanus), die nur in Höhen von 3.000 bis 5.000 Metern vorkommen, außerdem Alaska-Elche (Alces alces gigas), Karibus (Rangifer tarandus) oder Rentiere, Braunbären (Ursus arctos), darunter Grizzlys (Ursus arctos horribilis), sowie Schwarzbären (Ursus americanus), Biber (Castor canadensis). Fast ein Jahr lang lebte er im Yukon Territory, zumeist als Nomade, nur mit einem einfachen Zelt ausgestattet, bei unvorstellbarer Kälte im Freien bei Temperaturen bis zu minus 60° Celsius, den unberechenbaren Naturgewalten ausgeliefert. In dieser Zeit unternahm er Expeditionen nach dem Kaskawulsh River, in die McArthur Montains bis fast an den nördlichen Polarkreis, an den Malaspinagletscher und den Kluane Lake. Auf Wunsch der kanadischen Behörden erarbeitete Hinsche auf Basis seiner wissenschaftlichen Beobachtungen für die Regierung in Whitehorse eine Bestandsaufnahme an Wildtieren und unterbreitete Vorschläge für erforderliche Schutzmaßnahmen. Wenige Jahre später wurde ein Teil dieser riesigen Gebiete unter Naturschutz gestellt, das war die Basis für den 1976 gegründeten Kluane-Nationalpark (Kluane National Park and Reserve of Canada).

### Zurück in Deutschland
Ende Dezember 1934 war seine Aufenthaltsgenehmigung für Kanada abgelaufen. Er reiste im Februar 1935 nach Deutschland in seine Heimatstadt Radeberg zurück und fand nach 9 Jahren der Abwesenheit ein nationalsozialistisches Deutschland vor. Das Dresdner Tierkundemuseum kaufte mit Unterstützung der Landesregierung Sachsens einen Großteil der wertvollen und seltenen Sammlerstücke aus Kanada auf. In den originalen damaligen „Eingangsbüchern“ des Tierkundemuseums sind noch heute über 130 Präparate, Trophäen und Bälge aus den Bereichen Mammalogie (Säugetiere) und Ornithologie (Vogelkunde) von Max Hinsche dokumentiert. Ein Großteil dieser Exponate, darunter äußerst wertvolle und seltene (und bei Vögeln meist paarweise zusammengestellte) Arten, haben durch Auslagerung den Zweiten Weltkrieg überdauert und sind noch im Bestand der Senckenberg Naturhistorischen Sammlungen Dresden, Museum für Tierkunde, enthalten.
Schon im September 1935 flüchtete sich Hinsche wieder in seine Sehnsucht nach dem „Eins-sein und Allein-sein mit der Natur“. Er entzog sich dem Zugriff der braunen Machthaber, besonders dem des berüchtigten Gauleiters und Reichsstatthalters Martin Mutschmann, der ihn und seine Popularität gern als so genannten „Helden“ für seine propagandistischen Ziele benutzen wollte. Hinsche ging als Jagdrevierverwalter in die abgelegene „Hintere Sächsische Schweiz“, in das Grenzgebiet zur Böhmischen Schweiz, nach Hinterdaubitz, sowie in das linkselbische Gebiet um Reinhardtsdorf.

### Rumänien/Siebenbürgen
Ein Jahr später, 1936, bekam Hinsche von einem Erben des Kaufhauses Renner in Dresden das Angebot, als sein Revierverwalter in seinem Jagdrevier in den rumänischen Karpaten/Siebenbürgen, zu arbeiten. Diese Stelle trat er im August 1936 an. Das Revier mit einer Fläche von etwa 30.000 Hektar (300 km²) und Höhenlagen bis 2200 m ü.NN befand sich im Teil der Transsilvanischen Alpen südlich von Mühlbach (Kreis Alba), zwischen Surian- bzw. Mühlbacher Gebirge und Zibinsgebirge. Hier blieb er über ein Jahr. In dieser Zeit reiste er über Bukarest bis an das Schwarze Meer in das Vogelparadies der Dobrudscha, und es gelang ihm, eine Sammlung seltener Vogelbälge, darunter Seeadler (Haliaeetus albicilla), Kaiseradler (Aquila heliaca), verschiedenen Arten Geier (Aegypiinae), Großtrappen (Otis tarda), Auerhähne (Tetrao urogallus) und andere, anzulegen.
In der Karpatenzeit schrieb er am Manuskript seines Buches Kanada wirklich erlebt, das erstmals im Jahr 1938 veröffentlicht wurde.

### Heimkehr nach Radeberg
Im Oktober 1937 reiste er zurück nach Radeberg. Im Januar 1938 wurde er vom Tierkundemuseum Dresden mit einer Sonderschau seiner schönsten und wertvollsten Präparate geehrt, die von der Fachwelt hoch anerkannt worden sind. Einer seiner Freunde, der Kleinwolmsdorfer Rittergutsbesitzer Hans Fleischer (1892–1967), stellte ihn in seinem Jagdrevier im Karswald als Jagdaufseher ein und sicherte ihm damit ein geregeltes Einkommen neben seiner Arbeit als Präparator.
In Radeberg betrieb Hinsche das Gewerbe eines selbstständigen Präparators und Dermoplastikers auf seinem Grundstück Kleinwolmsdorfer Straße 7 und weist sich in seiner Firmenschrift als „Spezialist für Jagdtrophäen“ mit „25-jähriger Praxis im In- und Auslande“ aus. Darin gibt er auch Anleitungen zur Erhaltung und Behandlung von Trophäen.
Nach seiner Rückkehr aus Kanada betrieb Hinsche eine rege Publikationsarbeit und umfangreiche Vortragstätigkeit in Fachkreisen und öffentlichen Veranstaltungen.
Sein Vorbild prägte Generationen. Junge Interessenten wies er in das Handwerk des Präparierens und in die Kunst der Dermoplastik ein. Einer davon war der spätere ebenfalls bekannt gewordene Entomologe Werner Heinz Muche (1911–1987) aus Radeberg. Für Hinsche, der kein guter Geschäftsmann war, übernahm Muche später den Verkauf von Präparaten an Museen, Institute und Universitäten, unter anderem auch an die Forsthochschule Eberswalde und an die Sammlung von Julius Riemer (1880–1958) in Wittenberg.

### Steiermark

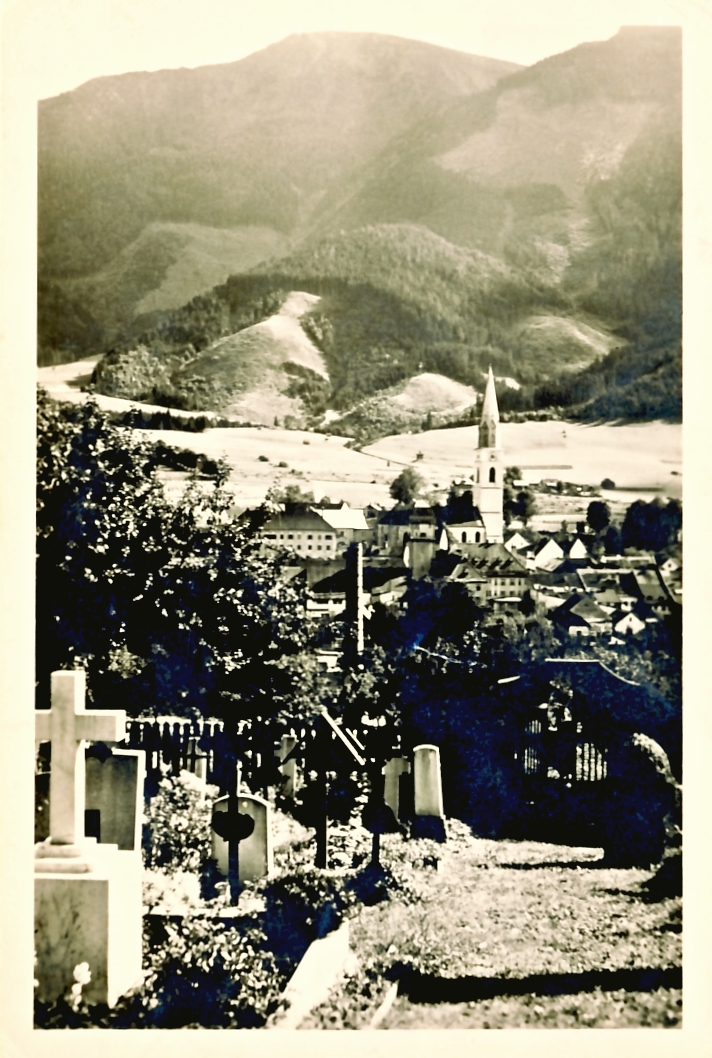
Rottenmann/Steiermark, Hinsches letzte Ruhestätte

1939 verschlechterte sich Max Hinsches Gesundheitszustand, der nach den kräftezehrenden und entbehrungsreichen Jahren in Kanada immer unter einem Magenleiden litt. Den Rat von Freunden und der Familie, sich einer von Ärzten angeratenen dringenden Operation zu unterziehen, missachtete er und folgte einer Einladung eines Jagdfreundes, in der Steiermark als Revierförster zu arbeiten. Er wollte unbedingt eine Bartgams erlegen, die noch in seiner Sammlung fehlte. Im November 1939 reiste er nach Rottenmann in die Steiermark und stieg von hier aus in die Berge zur Jagd auf. Er erlegte eine Bartgams, aber der kräfteraubende Aufstieg führte in der unwegsamen Bergwildnis zu einem Magendurchbruch. Jede Hilfe kam zu spät, und er verstarb im Alter von 43 Jahren, im Krankenhaus Rottenmann. Hier fand er auch auf dem Friedhof Rottenmann seine letzte Ruhe.

## Verdienste
Hinsche gehörte zu den Pionieren der Erforschung der Gebiete im nördlichen Alberta und dem Yukon Territory. Ihm wird das Privileg zugestanden, dass er überhaupt der erste Forscher und zoologische Sammler am Athabasca River und im Yukon Territory war, der seine Erlebnisse als Trapper, Großwildjäger und Präparator, seine Beobachtungen und Forschungsergebnisse in seinem Buch Kanada wirklich erlebt niederschrieb. Im Archiv des Schlosses Klippenstein in Radeberg sind Hinsches Original-Tagebücher mit seinen täglichen Notizen aus der Zeit in Alberta und andere schriftliche Dokumente hinterlegt.

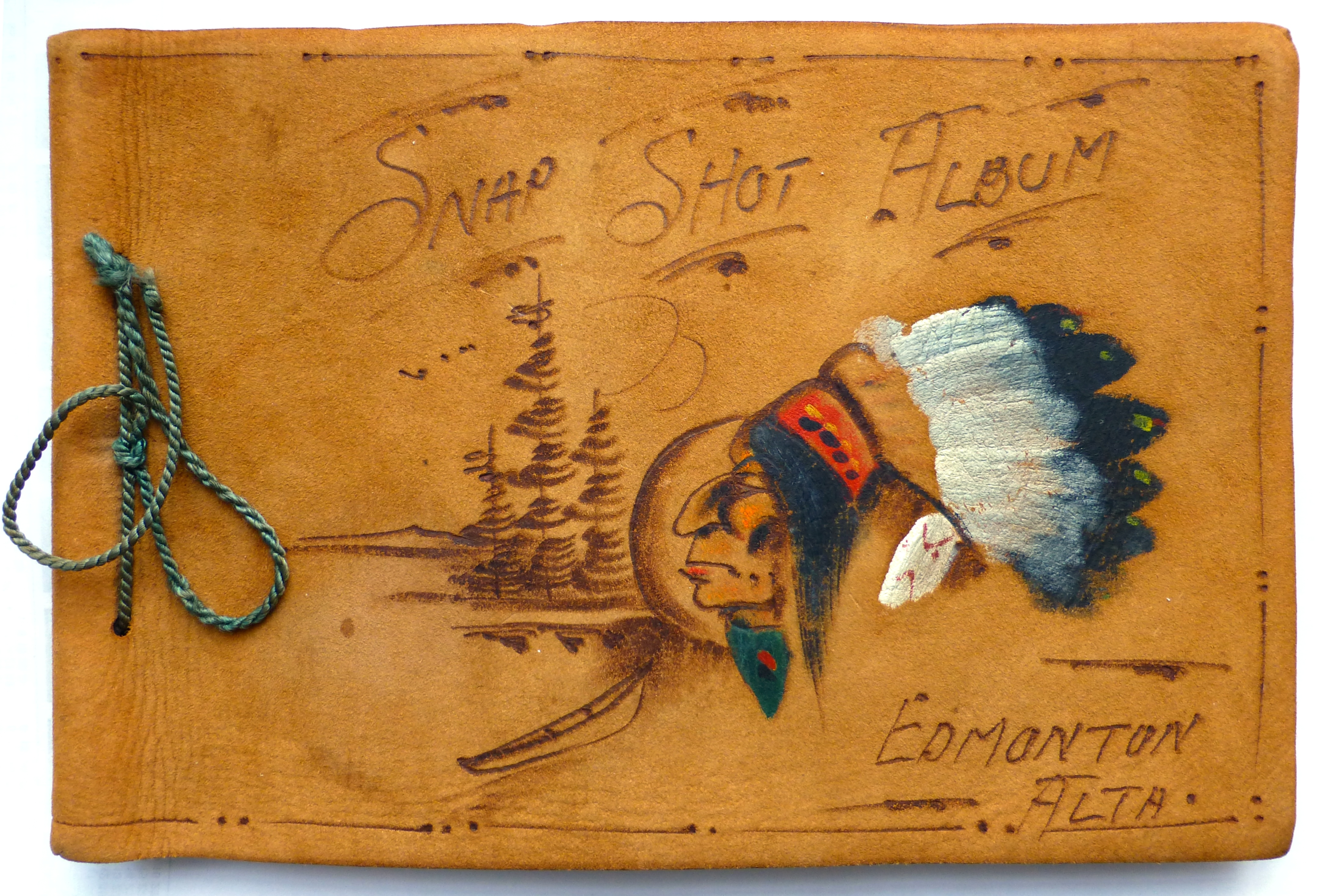
Hinsches selbst angefertigtes Fotoalbum aus Elchkalbleder, 1931

Sein (im Privatbesitz befindliches) selbst angelegtes umfangreiches Foto-Album und seine Foto-Sammlung enthalten eine Vielzahl Aufnahmen, die Hinsches hartes Leben dokumentieren und die unter Berücksichtigung der z. T. extremen Lebensbedingungen von 1926 bis Anfang 1935 im hohen Norden Kanadas eine bemerkenswert gute Qualität aufweisen.
Durch Hinsches zum größten Teil noch in bestem Zustand bewahrte Präparationen sind auch Säugetiere und Vögel erhalten worden, die in Kanadas Wäldern heute schon ausgestorben sind. Seine Präparate findet man beispielsweise in den Senckenberg Naturhistorischen Sammlungen Dresden, Museum für Tierkunde, im Naturkundemuseum Leipzig, in Berlin, Basel, Rom, im Julius-Riemer-Museum in der Lutherstadt Wittenberg, in der Forsthochschule Eberswalde, im Radeberger Museum Schloss Klippenstein und in der Radeberger Pestalozzischule.
Hinsches Beobachtungen und Analysen über das Verhalten von wildlebenden Wölfen (Canis lupus) sind auch für heutige Wissenschaftler sehr aufschlussreich. Besonders für die Untersuchung der Problematik der Wiedereingliederung von wildlebenden Wölfen in bewohnten Kulturlandschaften werden Hinsches Erkenntnisse von Wissenschaftlern der University of Calgary in aktuellen wissenschaftlichen Arbeiten herangezogen.

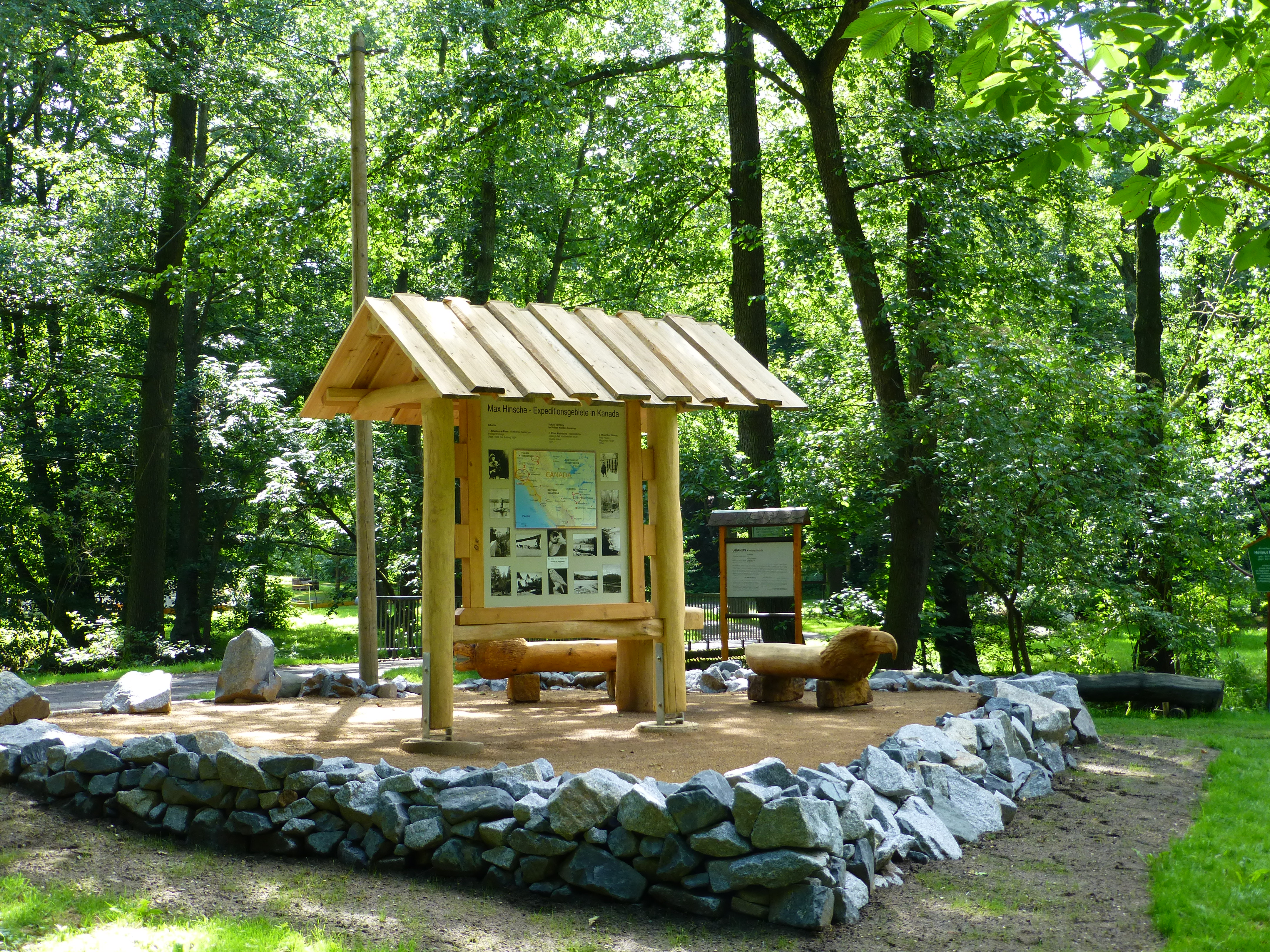
Max-Hinsche-Ehrenhain im Radeberger Hüttertal

Nach der Erforschung und Popularisierung seines bisher weitestgehend unbekannten Lebens und Wirkens in den Jahren 2013 und 2014 durch die Radeberger Regionalhistoriker Renate und Klaus Schönfuß und einer daraus entstandenen Buchveröffentlichung mit dem Titel „Traum von Kanada – Traum von Freiheit. Das Leben des Max Hinsche“, erhielt Hinsche durch Initiative des „Fördervereins Hüttertal Radeberg e. V.“ die Würdigung und Ehrung mit der Errichtung und Einweihung eines Ehrenhaines im Hüttertal Radeberg, dem „Max Hinsche-Hain“. Dieses Ereignis, und damit Max Hinsche, ist in zahlreichen Publikationen gewürdigt worden.

## Werke
- Kanada wirklich erlebt. Neun Jahre als Trapper und Jäger. Neumann-Neudamm, Melsungen 1938, OCLC 35791084. (Nachdruck: ab 1988, ISBN 3-7888-0542-0, Teil 1 und ISBN 3-7888-0543-9, Teil 2). Neuauflage 2018 OCLC 1082373551; ISBN 978-3-7888-1864-7
- Film „Gefiederte Räuber“; Fa. A. Linke, Dresden 1920; Bundesarchiv, Abt. Filmarchiv Berlin. Abgerufen am 3. Januar 2015.; Gemeinschaftswerk mit Paul Bernhardt (Moritzburg)